# Fliegendes Theater Berlin

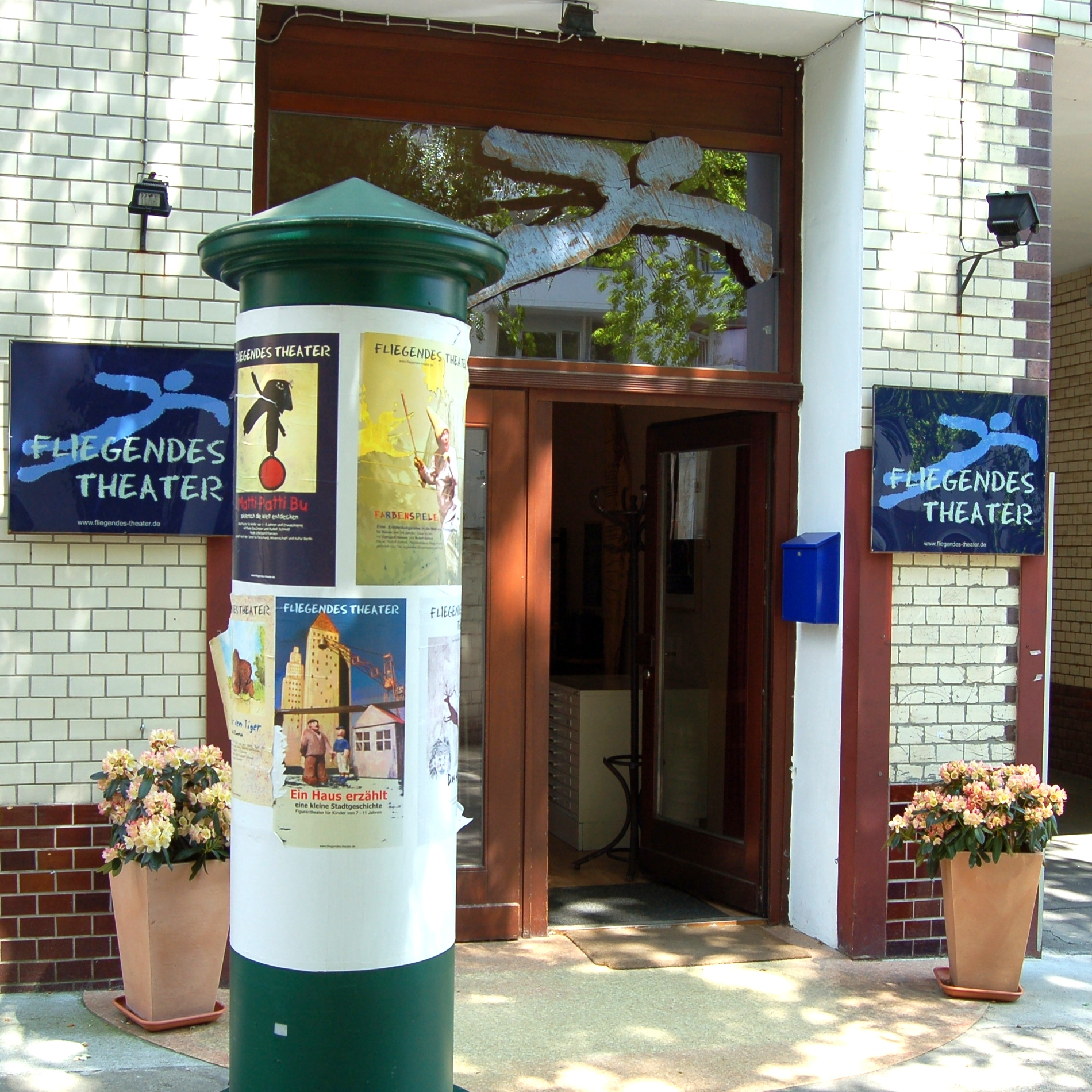
Fliegendes Theater Berlin (2022)

Fliegendes Theater ist ein Figurentheater im Berliner Ortsteil Kreuzberg. Es dient als Spielort, Werkstatt und Fundus sowie Ausgangspunkt für Tourneen. Der Berliner Kultursenat hat beschlossen, die Förderung für das Fliegende Theater ab 2026 zu streichen.

## Entstehung
Gegründet wurde das Fliegende Theater 1978, in einer Zeit, als sich das Theater in Deutschland allgemein im Umbruch befand. Mit wenig Geld, dafür mit viel Fantasie wollten die Begründer, als Studenten der Theaterwissenschaften nicht nur theoretisch Theater machen. Mit einer Straßentheateraktion auf dem Ku´damm starteten sie. Dann kam die erste Inszenierung. Emanzipatorisches Kindertheater sollte es sein, welches Kinder ernst nimmt in ihren Bedürfnissen, Gefühlen und ihrem Forschungsdrang. Das war inhaltlicher Ausgangspunkt. Und der Wunsch, bildende Kunst wie Malerei oder Bildhauerei mit Theater zu verbinden, führte zum Figuren- & Objekttheater.

## Name
Den Namen „Fliegendes Theater“ schlug Mitbegründer Rudolf Schmid, noch bis heute Leiter, Schauspieler und Autor des Theaters, vor. Er entsprang seinem Wunsch nach Freiheit und Unabhängigkeit und dem damit verbundenen Lebensgefühl. Damals wurde noch der programmatische Untertitel „Mensch Figur Maske“ mitgeführt.

## Geschichte
Zum ersten Mal trat das Theater beim Figurentheaterfestival in Erlangen 1979 mit „Sei doch kein Frosch“ auf. Von da an tourte deren Ensemble, damals bestehend aus fünf Spielern, regelmäßig durch die Lande. 1981 kam es zur Eröffnung einer ersten eigenen Spielstätte im Kreuzberger Mehringhof. Die ermöglichte eine solide Basis für eine regelmäßige Arbeit sowie ideale Bedingungen für künstlerische Experimente. Neben dem Programm auf der eigenen Bühne kamen immer mehr Auftritte auf nationalen und internationalen Festivals sowie Gastspielreisen ins Ausland über das Goethe-Institut hinzu. Stücke in Zusammenarbeit mit dem Schauspielhaus Bochum wurden produziert und für das Kinder- & Jugendtheater Dortmund inszeniert. Seit 1982 wurde die Spielstätte vom Berliner Kultursenat regelmäßig gefördert.

## Künstlerische Arbeit
Seit seiner Gründung erarbeitet das Fliegende Theater Inszenierungen für Kinder und Erwachsene und verbindet dabei Formen des Schauspiel, Figuren- und Objekttheaters. Inspirationen dazu finden die Macher vor allem in primitiven und rituellen Kunst- und Theaterformen und in der Auseinandersetzung mit ethnologischem Material. Der Inszenierungsstil bedient sich vorwiegend der bildhaften Darstellung und multimedialer Gestaltung, wobei Klänge und Musik eine tragende Rolle spielen. Sie sind in den Inszenierungen niemals nur Untermalung, sondern fügen dem Geschehen immer eine akustische und rhythmische Dimension hinzu.

## Fliegendes Theater heute
Das Fliegende Theater ist dem Berliner Ortsteil Kreuzberg treu geblieben und betreibt inzwischen die dritte Spielstätte dort – im ehemaligen Fabrikgebäude der Urbanstraße 100. Das Theater fungiert weiterhin als Zentrum des Figurentheaters und lädt regelmäßig Gastspiele dieser Spielform zu sich ein. Neben Familien- und Abendvorstellungen, richtet sich das Programm vor allem an Kindertageseinrichtungen und Grundschulen.

## Auszeichnungen
- 2000: 1. Preis der Kinderjury auf dem Figurentheaterfestival Wiesbaden für „Der kleine König Dezember“ nach Axel Hacke
- 2002: IKARUS – Auszeichnung für herausragende Theaterinszenierungen für Kinder und Jugendliche[2] für „Die Mondtücher“
- 2016: IKARUS – Auszeichnung für herausragende Theaterinszenierungen für Kinder und Jugendliche[2] für „Das Höhlenkind“

## Eigenproduktionen (Chronologie)
- 2025 Schneewittchen
- 2023 Der Adler, der nicht fliegen wollte
- 2022 Die fabelhafte Welt der Fische
- 2021 Das Glückskind
- 2021 Unser Körper
- 2020 Isabels Engel
- 2020 Schirmzauber
- 2019 Berührungen
- 2019 Hänschen klein
- 2018 Die Traumzauberin
- 2017 Schiffchens große Fahrt
- 2017 Josa mit der Zauberfidel
- 2016 Die kleine Wolke
- 2015 Das Höhlenkind
- 2014 Der magische Adventskalender
- 2013 Was macht der Mond?
- 2012 Fantasien zu Paul Klee
- 2012 Kleine Schöpfungsgeschichten
- 2011 Farbenspiele
- 2010 Tage, wo überall Feinde lauern
- 2009 Schnuddelgeschichten
- 2009 Die Drachenprobe
- 2008 Matti Patti Bu
- 2008 Die sieben Raben
- 2007 Ein Haus erzählt
- 2005 Post für den Tiger
- 2004 Eine Reise in die Urzeit
- 2003 Anne Frank – verstecktes Leben
- 2003 Rumpelstilzchen
- 2002 Hilfe, die Herdmanns kommen
- 2001 Die Mondtücher
- 1998 Herrn Uhus verrückte Geschichten
- 1997 Ein Krokodil unterm Bett
- 1997 Der wilde Mann
- 1996 Die Kunst, unglücklich zu sein
- 1995 Der kleine König Dezember
- 1994 Rasender Stillstand
- 1994 Abreibung für Özgüls
- 1993 Liebling, mein Herz
- 1992 Paule geht einkaufen
- 1991 Der dreibeinige Hund
- 1990 Io und Prinz Sesam
- 1988 Grüße von Meike & Lena
- 1988 Fragen an einen Tod
- 1987 Pauline auf dem Lande
- 1987 Krankenzimmer 311
- 1986 Labyrinthe
- 1985 Geschichten vom Hallodu
- 1984 Päng Päng
- 1983 Wie man einen Wolf beim Schwanz packt
- 1980 Aus dir wird nie ein Ungeheuer
- 1979 Sei doch kein Frosch